# Vie intra-utérine
L'embryon ou le fœtus de mammifère a une vie intra-utérine bien réelle entre la fécondation de l'ovule par un spermatozoïde et la naissance, même si cette vie présente des particularités.
L'alimentation, la respiration et l'excrétion de l'embryon et du fœtus sont assurées par le placenta, qui est une grande surface d'échanges entre le sang maternel et le sang fœtal. Le sang fœtal circule de et vers le placenta grâce au cordon ombilical. La cavité amniotique (ou poche des eaux) est une source de liquide pour l'embryon ainsi qu'un amortisseur de chocs et évite les adhérences du fœtus à son environnement, ce qui est important pour son développement harmonieux. 
Cette vie, qui semble d'abord purement végétative, se complexifie et - pour ainsi dire - se psychologise tout au long de l'embryogenèse et surtout de la fœtogenèse.
Le fœtus se met progressivement à réagir pour diverses stimulations qui lui sont adressées, soit au niveau tactile, soit au niveau sonore. On sait aussi qu'il apprend certains goûts alimentaires et se situe par rapport à la pesanteur (perceptions vestibulaires).
Il est aussi capable d'apprendre à reconnaître les sons de son environnement (voix de la mère, du père, etc.).